# Claudia Klischat
Claudia Klischat (* 1970 in Wolfratshausen) ist eine deutsche Schriftstellerin.

## Leben
Claudia Klischat studierte Sozialpädagogik an der Universität Bamberg, später Filmwissenschaft an der Münchner Filmhochschule. Von 1993 bis 1995 wirkte sie als Tänzerin an Musicalaufführungen am E.T.A.-Hoffmann-Theater in Bamberg. Von 1998 bis 2000 absolvierte sie ein Studium am Deutschen Literaturinstitut in Leipzig. 2019 gründete sie die Lektoratsplattform werspricht Text & Profil mit der Schriftstellerin Donata Rigg. 2020 folgte eine weitere Unternehmensgründung kmkb - Netzwerk & Beratung, die in der Kunst, Kultur, Design und Medienbranche angesiedelt ist.
Claudia Klischat gewann 2000 den Open-Mike-Wettbewerb der Literaturwerkstatt Berlin. 2002 war sie Stipendiatin der Akademie Schloss Solitude in Stuttgart, 2004 erhielt sie den Bayerischen Kunstförderpreis. 2007/08 war sie Stipendiatin im Internationalen Künstlerhaus Villa Concordia.
Claudia Klischat lebt in München.

## Wirken
In ihrem gemeinsam mit Donata Rigg verfassten Roman Zeitlang (2024) erzählt Klischat über 150 Jahre den Aufstieg und Niedergang einer bayerischen Familie und ihre Verstrickung in rechte Ideologien. In zwei Zeitsträngen verbindet der Roman die Geschichte von Ludwig Maurer, der 1868 einen Fischereibetrieb gründet, mit der seines Urenkels Benedikt, der in der Gegenwart als PR-Berater für einen rechtspopulistischen Politiker arbeitet. Der Roman thematisiert die Wiederkehr verdrängter Familiengeheimnisse sowie moralische Konflikte und persönlichen Ehrgeiz.

## Werke
- Tiefausläufer. Stuttgart 2003, ISBN 3-929085-85-2.
- Morgen. Später Abend. München 2005, ISBN 3-406-52976-3.
- Der eine schläft, der andere wacht. Roman. Verlag C. H. Beck, München 2010, ISBN 978-3-406-60542-0.
- Raumung in der Stadt. Theaterstück. Luftschiff-Verlag, Bodenheim 2011, ISBN 978-3-942792-06-6.
- Think Tank - Familienleben grenzenlos. Essay. In: B. Peveling, N. Richter (Hrsg.): Kinderkriegen - Reproduktion Reloaded. Nautilus Flugschrift, Hamburg 2021, ISBN 978-3-96054-253-7.
- Zeitlang, Ullstein Buchverlage GmbH, Berlin 2024, ISBN 978-3-550-20255-1

## Theaterstücke
- Raumung (in der Stadt), UA 2006 in Köln, R: André Erlen
- Gestern, UA 2004 in Leipzig

## Herausgeberschaft
- mit Jean-Baptiste Joly: Beatrix Haustein: Milch. Stuttgart 2004.